# توکوشین-این

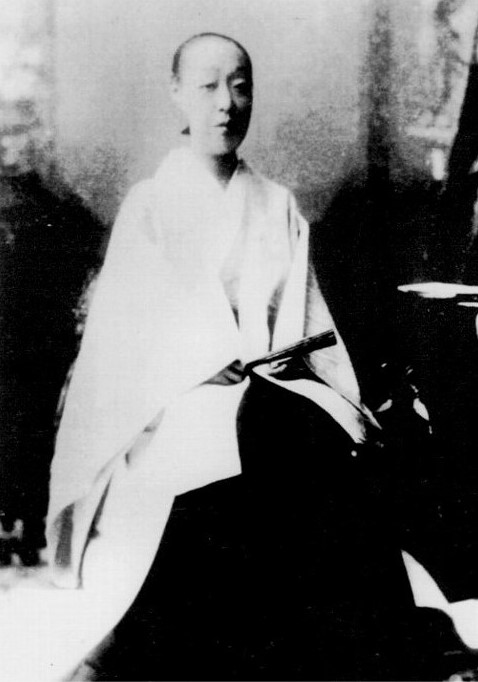
همسر توکوگاوا یوشیتوشی (خاندان هیتوتسوباشی)

توکوشین-این (به ژاپنی: 徳信院 とくしんいん)، ۲ نوامبر ۱۸۳۰ - مرگ ۳ ژانویه ۱۸۹۳- یک زن در اواخر دوره ادو تا دوره میجی. همسر توکوگاوا یوشیتوشی (خاندان هیتوتسوباشی)، هفتمین رئیس خاندان هیتوتسوباشی توکوگاوا، یکی از سه شاخه گوسانکیو بود. نام او شاهدخت تسونه‌کو (直子女王 つねこじょおう)، نام کودکی او تومنومیا بود. توکوگاوا تسونه‌کو، هیتوتسوباشی تسونه‌کو هم شناخته می‌شود.
همسر او در سن ۲۵ سالگی بر اثر آبله درگذشت. در همان روز مرگ او پسر توکوگاوا ناریتاکه به نام توکوگاوا ماسامارو ja:徳川昌丸 به پسرخواندگی او درآمد و وارث او شد که او نیز در سال ۱۸۴۷ در سن ۲ سالگی درگذشت.
توکوگاوا یوشینوبو پس از مرگ ماسامارو به فرزندخواندگی کودک درگذشته ماسامارو درآمد و وارث خاندان هیتوتسوباشی شد. توکوشین این به‌طور رسمی مادربزرگ ناتنی توکوگاوا یوشینوبو، آخرین شوگون، بود.

## اولین عشق احتمالی یوشینوبو
یوشینوبو طبق تقویم ژاپنی ۱۱ سال داشت و اگرچه طبق شجره‌نامه خانوادگی، آنها مادربزرگ ناتنی و نوه بودند، اما بین او ۱۱ ساله و تسونه‌کو ۱۸ ساله فقط هفت سال اختلاف سنی وجود داشت.
اگرچه آنها رسماً مادربزرگ و نوه بودند، اما برای یوشینوبو، توکوشین-این کسی بود که می‌توانست با او صمیمی شود. علاوه بر این، توکوشین-این از یک خانواده امپراتوری در کیوتو بود (پدرش شاهزاده فوشیمی نو میاسادایوشی بود). گفته می‌شود که یوشینوبو از سنین پایین به این که مادر بیولوژیکی‌اش، شاهدخت یوشیکو، از یک خانواده امپراتوری بود، بسیار افتخار می‌کرد، بنابراین احتمال می‌رود که او احساس نزدیکی با توکوشین-این داشته است.
توکوشین-این به عنوان یک بیوه، اجازه نداشت آزادانه بیرون برود، مگر سالی یک بار برای سر زدن به قبر، و روزهایش را با خواندن سوره سوترا در عمارت می‌گذراند. سپس یوشینوبو، که مانند برادر کوچکتر برای او بود، ظاهر شد و او به یوشینوبو مراسم چای و آواز نو را آموخت و گاهی با ندیمه‌ها ساز می‌نواختند. گفته می‌شود که توکوشین-این احتمالاً اولین عشق یوشینوبو بوده است.

## خودکشی هسمر اصلی یوشینوبو
در دسامبر ۱۸۵۵، یوشینوبو با دخترخوانده ایچیجو تاداکا، ایچیجو میکاکو که دو سال از او بزرگتر بود، ازدواج کرد. کمتر از یک سال بعد، در ژوئن ۱۸۵۶، شایعاتی مبنی بر اقدام به خودکشی ایچیجو میکاکو پخش شد. به گفته ماتسودایرا یوشیناگا، این به دلیل سوءظن در مورد رابطه صمیمی بین یوشینوبو و توکوشین-این (تسونه‌کو) بود. اینکه آیا این موضوع صحت داشته است یا خیر، مشخص نیست، اما به نظر می‌رسید اطرافیان او فکر می‌کردند که رابطهٔ بین این دو غیرممکن نیست.